# 浅生マサヒロ
浅生 マサヒロ（あさお マサヒロ、1968年9月23日 - ） は、日本の映画監督。大阪府出身。

## 来歴・人物
1988年、京都芸術短期大学造形芸術学部映像学科 卒業。
1989年、松竹「KYOTO映画塾」演出コース一期生として学ぶ。
1991年、松竹大船撮影所に契約助監督として入社。その後、フリー。

## 作品

### 監督
- 捨て犬（2005年5月28日）
- 殺し屋という名の外科医（2006年）
- 野獣学園（ASAO名義）（2008年）
- 標的 〜TARGET〜 1・2（2009年）
- 兄弟の墓場（2010年）
- 破門（2010年）
- 首領を殺れ（2010年）
- ガールズ・ゾンビ（2011年）
- 大阪風紀委員会（2011年）
- バウンティハンター（2011年）
- 神威〜カムイ〜 ギャング・オブ・ライフ1・2（2011年）
- 修羅の掟（2012年）
- 武闘派（2012年）
- 激動の疵（2012年）
- 修羅の挽歌（2012年）
- 報復への道（2013年）
- 抗争の挽歌（2013年）
- 極潰し（2014年）
- アンダーフェイス（2014年）
- 兄弟挽歌（2014年）
- 虎狼の大義（2014年）
- 三代目代行5（2015年）
- 狂犬と呼ばれた男たち1・2・3（2017年）
- 任侠哀歌1・2・3（2018年）
- 外道憤砕1・2（2018年）
- ソタイ 〜組織犯罪対策部vs反社会勢力〜1・2（2020年）
- ヒットマン1・2（2020年）
- 下町任侠伝 鷹1・2・3・4・5・6・7（2020年 - ）
- 少年少女映画（自主制作）
- 錆びタク（横浜無線タクシーPR動画）（2023年）
- THE冠「エビバディ炎」MV

### ガンエフェクト
- かっ鳶五郎（1997年）
- BLUES HARP（1998年）
- 無間地獄凶悪金融道1.2（2003年）
- 極道恐怖大劇場　牛頭（2003年）
- DEATH 流血地獄1.2（2004年）
- 死刑確定シリーズ（2004〜2006年）
- WARU（2006年）
- 太陽の傷（2006年）
- 岸和田少年愚連隊 カオルちゃん最強伝説 中華街のロミオとジュリエット（2007年）
- 地球でたったふたり（2008年）
- だから俺達は、朝を待っていた（2009年）
- 怨み屋本舗REBOOT（2009年）
- ハンチョウ〜神南署安積班〜
- 鳳3・4（2010年）
- 逆転裁判（2012年）
- 武闘派（2012年）
- ヒミズ（2012年）
- 日本統一（2013年）
- 代理戦争 やくざ×韓国マフィア（2013年）
- セーラーゾンビ（2014年）
- 関東極道連合会（2014年）
- 西日本最大の抗争（2014年）
- 制覇（2015年）
- 若頭暗殺（2015年）
- SP八剱貴志（2015年）
- ダブルミンツ（2017年）
- 首都抗争（2017年）
- 極道黙示録（2017年）
- D5/5人の探偵（2018年）
- ねばぎば 新世界（2021年）
- 仁義もクソもありゃしねえ!（2021年）
- 虎の流儀 〜旅の始まりは尾張 東海死闘編〜（2022年）
- 虎の流儀 〜激突! 燃える嵐の関門編〜（2022年）
- 劇場版 山崎一門〜日本統一〜（2022年）
- 日本統一 関東編（2023年、日本テレビ）
- 探偵マリコの生涯で一番悲惨な日（2023年）
- グループ魂「竹内力」MV
- CONNECT 覇者への道（2024年）
- なのに、やめられない　スズカのスナック（2024年12月8日、監督：山内大輔）[3]

### その他
- 虎の流儀 〜激突! 燃える嵐の関門編〜（2022年）特効プロデューサー

### 原作
- 映画大作戦 アサオ君のいつかキリキリした日（原作：浅生マサヒロ[4] 漫画：吉田健二 協力：オフィス・ボーダー）COMIC OGYAAA!!
- 鉄龍 レール・オブ・ザ・デッド（原作：浅生マサヒロ、漫画：井上いちろう）
- 拳銃稼業（監修：浅生マサヒロ、漫画：井上いちろう）週刊漫画サンデー連載

## 出演
Vシネマ
- 日本犯罪史 〜欲望の穴〜（2012年） - 事情通
- 大激突 〜果てなき抗争〜（2018年） - 銃のブローカー
- 歌舞伎町黒社会（2019年）
- 仁義もクソもありゃしねぇ（2021年） - 銃のブローカー

バラエティ
- バラいろダンディ（MXTV）ゲスト